# Piotr Zabłocki

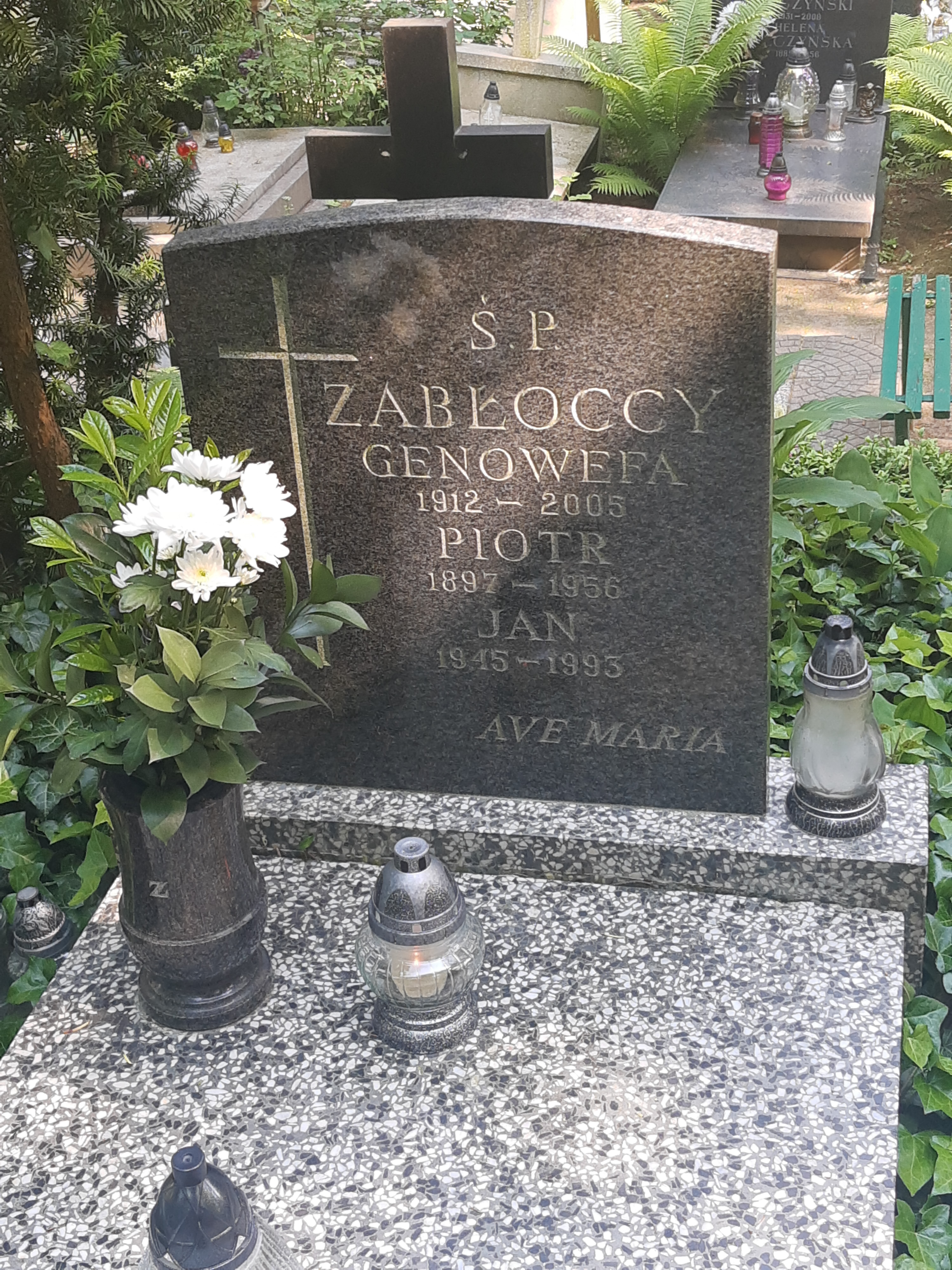
Grób mjra Piotra Zabłockiego na cmentarzu Witomińskim

Piotr Zabłocki (ur. 30 lipca 1897 w Zaleszczykach, zm. 4 maja 1956 w Gdyni) – major piechoty Wojska Polskiego, kawaler Orderu Virtuti Militari.

## Życiorys
Urodził się 30 lipca 1897 w Zaleszczykach jako syn Jana. Podczas I wojny światowej wstąpił do Legionów Polskich i służył w stopniu plutonowego w szeregach 6 pułku piechoty w składzie III Brygady. Za swoje czyny męstwa podczas I wojny światowej otrzymał Order Virtuti Militari.
Po odzyskaniu przez Polskę niepodległości został przyjęty do Wojska Polskiego. Został awansowany do stopnia kapitana piechoty ze starszeństwem z dniem 1 czerwca 1919, a później do stopnia majora piechoty ze starszeństwem z dniem 1 stycznia 1928. W latach 20. był oficerem 28 pułku piechoty w Łodzi, w tym w 1923, 1924 jako oficer nadetatowy był oficerem sztabu dowództwa piechoty 10 Dywizji Piechoty, w 1928 komendantem obwodowym przysposobienia wojskowego. Służąc w Łodzi był od stycznia 1925 do lutego 1927 i od marca 1928 do stycznia 1929 prezesem Łódzkiego Okręgowego Związku Piłki Nożnej. W 1932 był komendantem placu Gniezno. W kwietniu 1934 został przeniesiony do Powiatowej Komendy Uzupełnień Nowogródek na stanowisko komendanta. 1 września 1938 dowodzona przez niego jednostka została przemianowana na Komendę Rejonu Uzupełnień Nowogródek, a zajmowane przez niego stanowisko otrzymało nazwę „komendant Rejonu Uzupełnień”.
Do końca życia pozostawał w stopniu majora w stanie spoczynku. Zmarł po ciężkiej chorobie 4 maja 1956 w Szpitalu Miejskim w Gdyni. Pochowany 7 maja 1956 na cmentarzu Witomińskim w Gdyni (kwatera 58-7-14). Był żonaty, miał dzieci.

## Ordery i odznaczenia
- Krzyż Srebrny Orderu Wojskowego Virtuti Militari nr 6351 (17 maja 1922)[16]
- Krzyż Walecznych (trzykrotnie)
- Złoty Krzyż Zasługi (10 listopada 1928)[17][10]
- Medal Zwycięstwa (Médaille Interalliée)